# إل. هاميلتون ماكورميك
إل. هاميلتون ماكورميك (بالإنجليزية: L. Hamilton McCormick)‏ هو مخترِع أمريكي، ولد في 1859 في شيكاغو في الولايات المتحدة، وتوفي في 2 فبراير 1934.